# أنطوان أرماند
أنطوان أرماند (بالفرنسية: Antoine Armand) هو موظف حكومي وسياسي فرنسي من مواليد 10 سبتمبر 1991 يشغل حالياً منصب وزير الاقتصاد والمالية والسيادة الصناعية والرقمية منذ عام 2024. كان يمثل الدائرة الثانية لإقليم هوت سافوا في الجمعية الوطنية بين عامي 2022 و2024. كان عضوًا في حزب النهضة المعروف سابقًا باسم الجمهورية إلى الأمام، وشغل منصب رئيس لجنة الشؤون الاقتصادية في الجمعية الوطنية بين عامي 2022 و2024.